# 박명순 (1903년)
박명순(1903년 8월 19일? ~ )는 대한민국의 비공식 슈퍼센티네리언이다.

## 같이 보기
- 이화례
- 최애기
- 김진화
- 오윤아
- 김엄곡
- 엄옥군
- 잔 칼망
- 슈퍼센티네리언
- 장수
- 최장수인